# IC 2444
IC 2444 ist eine Linsenförmige Galaxie mit aktivem Galaxienkern vom Hubble-Typ SB0/a  im Sternbild Krebs auf der Ekliptik. Sie ist schätzungsweise 290 Millionen Lichtjahre von der Milchstraße entfernt und hat einen Durchmesser von etwa 50.000 Lichtjahren.
Im selben Himmelsareal befinden sich u. a. die Galaxien NGC 2783, NGC 2789, IC 2449.
Das Objekt wurde am 8. April 1896 vom französischen Astronomen Stéphane Javelle entdeckt.